# سوبا

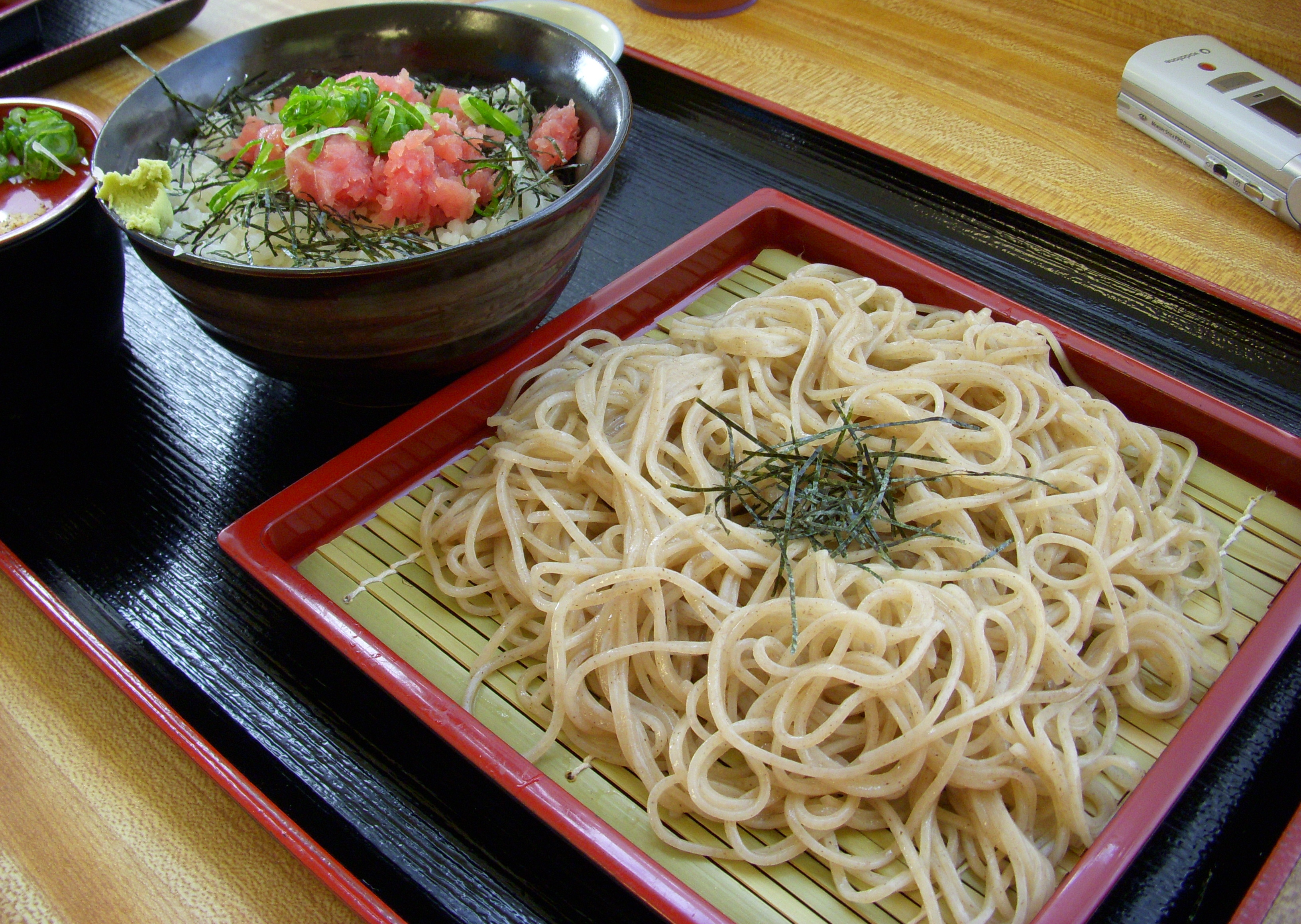
زارو سوبا

سوبا (به انگلیسی: Soba) (به ژاپنی: 蕎麦 Soba) به یک نوع نودل ژاپنی تهیه شده از آرد گندم سیاه (چاودار) یا غذای تهیه شده از این نوع سوبا گفته می‌شود. به‌طور معمول تنها واژهٔ سوبا به کار می‌رود ولی گاهی برای تمایز از سوبای چینی، سوبای ژاپنی نیز به کار می‌رود. از زمان‌های قدیم سوبا در کنار ئودون، سوشی و تمپورا شناخته‌شده‌ترین نوع آشپزی ژاپنی بوده‌است. سوبا معمولاً همراه با واسابی و دایکون صرف می‌شود.
انواع غذاهایی که در آن سوبا بکار رفته‌است:
- سوباگاکی
- سوبایاکی
- سوبابرو
- نان سوبا

## نگارخانه

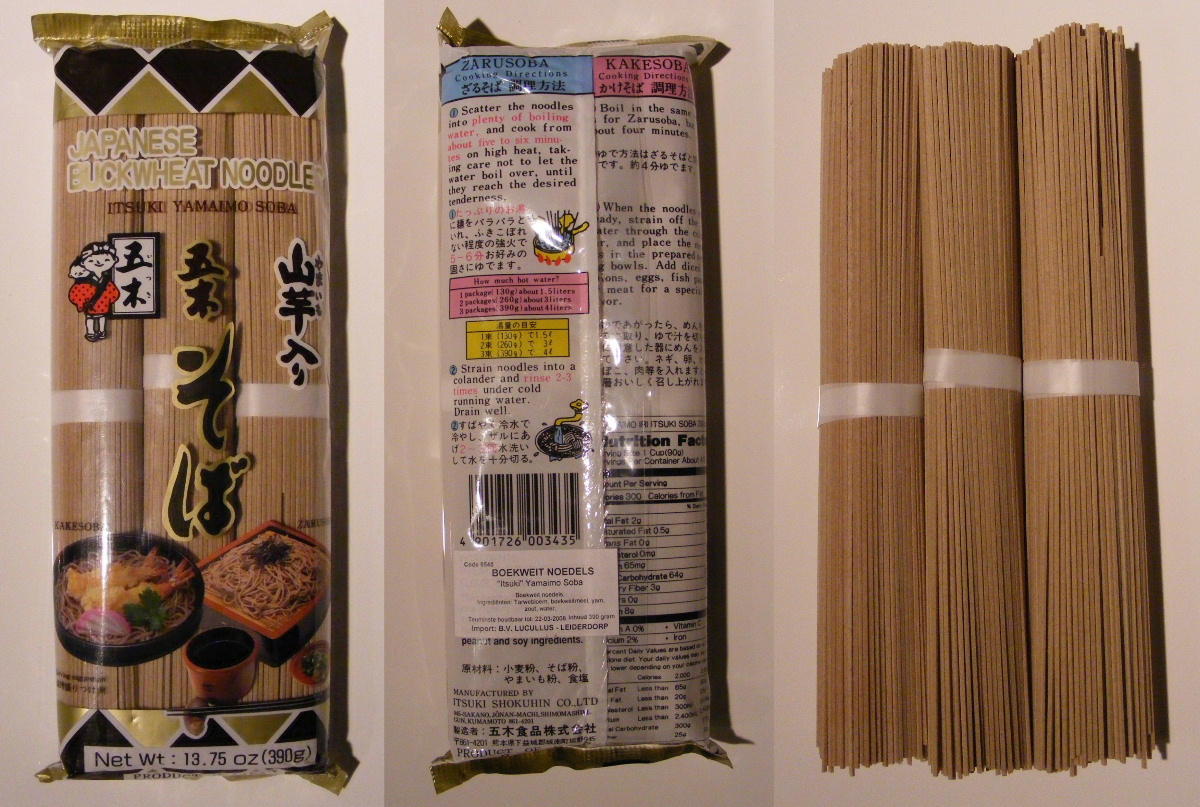
سوبای خشک
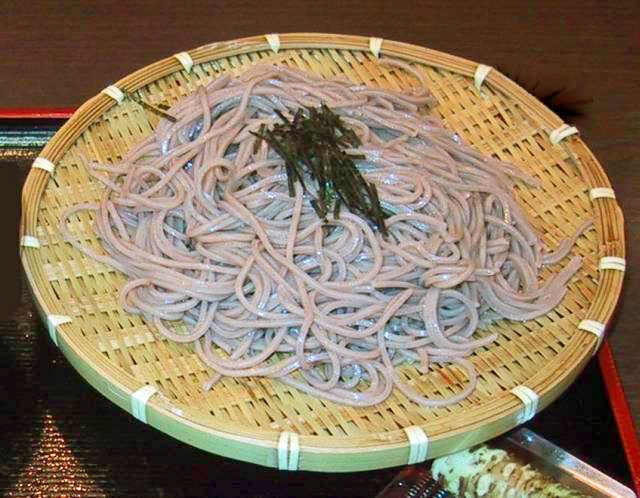
سوبا نودل تهیه شده از گندم سیاه
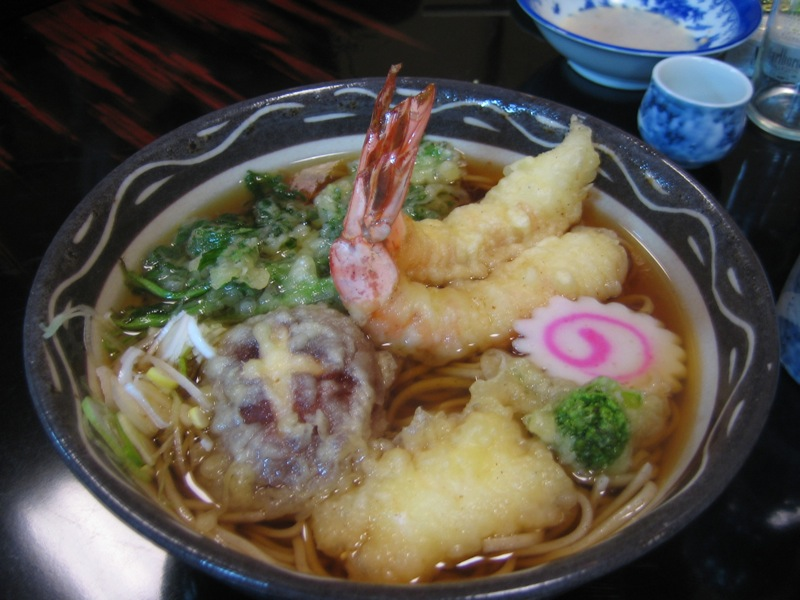
تمپوراسوبا